# 杂配藜
杂配藜（学名：Chenopodium hybridum）为苋科藜属的植物。分布于欧洲、中亚地区、朝鲜、西伯利亚、北美、蒙古、印度、夏威夷群岛、日本以及中国大陆的甘肃、浙江、四川、青海、新疆、辽宁、西藏、云南、内蒙古、河北、山西、黑龙江、陕西、吉林、宁夏等地，生长于海拔500米至4,000米的地区，多生在林缘、山坡灌丛间及沟沿，目前尚未由人工引种栽培。

## 别名
大叶藜（东北草本植物志）